# La volpe folle
La volpe folle (Koiya koi nasuna koi) è un film del 1962 diretto da Tomu Uchida.